# Гречанінов Олександр Тихонович
Олекса́ндр Ти́хонович Гречані́нов (рос. Александр Тихонович Гречанинов, 13 (25) жовтня 1864, Москва — 3 січня 1956, Нью-Йорк) — російський композитор.

## Біографічний нарис
Народився в Москві, в купецькій родині. Музичну освіту отримав в Московській, а потім Петербурзькій консерваторії, яку закінчив 1893 року у класі Римського-Корсакова.
По закінченні консерваторії брав активну участь у роботі музично-етнографічної комісії при Московському університеті, виступав як акомпаніатор власних романсів. Твори Гречанінова видавалися видавництвом Бєляєва.
1925 року Гречанінов із сім'єю емігрував в Париж, а 1939 — у Нью-Йорк. Похований на православному кладовищі в Джексоні (Кассвилл), штат Нью-Джерсі, США.

## Творча спадщина
Олександр Гречанінов - "Танець" для фортепіаноⓘ
Творча спадщина Гречанінова включає:
- 3 опери — «Добриня Нікітич» (1903), «Сестра Беатриса» (1912) і «Женитьба» (за Гоголем, 1950);
- дитячі опери — «Теремок», «Ёлочкин сон» та ін.
- 5 симфоній — op.6 (1894); op.27 (1908); op.100 (1923); op.102 (1927); op.132 (1932); op.153 (1936)
- концерти — для віолончелі з оркестром op.8 (1895); для скрипки з оркестром op.132 (1932); для флейти, арфи і струнних op.159 (1938);
- камерно-інструментальні твори — 4 струнних квартети (1893, 1914, 1916, 1929); 2 фортепіанних тріо (1906, 1931); дві фортепіанних сонати (1931, 1942); п'єси для фортепіано.
- понад 100 романсів;
- Духовні твори — «Страстная седмица» op.58; «Хвалите Бога», op.65; «Демественная литургия», op.79 (1917); Missa Oecumenica, op.142 (1936); Missa Festiva, op.154 (1937); Missa Sancti Spiritus, op.169 (1940); Et in Terra Pax, mass, op.166 (1942) та ін.
- Світські хори — «Траурный гимн», «Матушка Русь» (на стихи Некрасова), «Памяти павших за свободу» та ін.